# Deinbollia polypus
Deinbollia polypus là một loài thực vật có hoa trong họ Bồ hòn. Loài này được Stapf mô tả khoa học đầu tiên năm 1905.